# Pablo Hernández
Pablo Hernández Domínguez (ur. 11 kwietnia 1985 w Castellón de la Plana) – hiszpański piłkarz grający na pozycji napastnika.

## Kariera sportowa
Hernández zaczynał karierę w CD Castellón. W 2003 roku przybył do szkółki piłkarskiej Valencii. W sezonie 2006/2007 grał na wypożyczeniu w Cádiz CF, a następnie w Getafe CF. W Primera Division zadebiutował 25 sierpnia 2007 roku w meczu przeciwko Sevilli. W tym spotkaniu strzelił również swojego pierwszego gola. W sezonie 2008/2009 po raz pierwszy został włączony do kadry Valencii, gdzie zadebiutował 31 sierpnia 2008 roku w meczu z RCD Mallorca.
W styczniu 2015 roku został wypożyczony z Al-Arabi do Al-Nasr z opcją transferu definitywnego. W lipcu 2023 w wieku 38 lat zakończył karierę piłkarską.